# Acadêmicos de Vigário Geral
Grêmio Recreativo Escola de Samba Acadêmicos de Vigário Geral é uma escola de samba da cidade do Rio de Janeiro, fundada a 13 de março de 1991, sendo localizada no bairro de mesmo nome.

## História
A Acadêmicos de Vigário Geral foi fundada em 13 de março de 1991 por David Furtado e Hélio Cunha. Originária do bloco Carinhoso, desfilou como escola de samba, sendo campeã com o enredo que versava sobre o centenário de Copacabana. A escola foi ascendendo gradativamente até conseguir chegar ao Sambódromo em 1996 pelo Grupo B, ficando até 1999.
Em 2009, apresentou o enredo Água fonte de vida: um grito de alerta ao patrimônio da terra, mas foi rebaixada para o antigo Grupo de acesso D ao ficar em 14° lugar com 150 pontos.
No carnaval de 2012, a escola homenageou Abdias do Nascimento, líder do movimento negro, que morreu alguns meses após o enredo ser escolhido. A escola terminou com a terceira colocação. Após ser rebaixada novamente para a Série D no ano seguinte, conseguiu o acesso de volta para a Série C apenas em 2016, quando foi vice-campeã.
Em 2017, com o enredo "Contos do Vigário: Nasce um Trouxa a cada minuto" a escola obteve o acesso a Série B ao terminar em terceiro lugar na Série C, ficando a frente da Unidos de Lucas pelo critério de desempate. Abrindo os desfiles da Série B em 2018, a agremiação terminou em 9° lugar com o enredo "Dos tambores Africanos ao Bandonéon: Tango, um sentimento que se dança".
No carnaval de 2019, a escola apresentou o enredo "Mwene Kongo – O Reino Europeu na África que se tornou Folclore no Brasil", desenvolvido pelos carnavalescos Alexandre Costa, Lino Sales e Marcus Vinicius do Val, que contou a história do congado no Brasil. Com uma apresentação correta, a Vigário Geral se sagrou a campeã da Série B obtendo 269.4 pontos, conquistando assim o inédito acesso para a Série A no carnaval de 2020 e seu retorno a Marquês de Sapucaí, onde não desfilava desde 1999, quando disputou o antigo Grupo de Acesso B.
Para o carnaval de 2020, a escola apresentou o enredo "O Conto do Vigário", parecido com o título de 2017, novamente um trocadilho com seu próprio nome. O mesmo título de enredo seria apresentado pela São Clemente no mesmo ano. Em seu desfile, a Vigário Geral abordou as diversas mentiras e enganações apresentadas ao longo da História do Brasil, fechando seu desfile com uma crítica ferrenha ao então presidente do país, Jair Bolsonaro, que foi retratado como um palhaço fazendo gestos de arma de fogo. A escola consegue a manutenção no grupo, obtendo o 11° lugar. Nos dois carnavais seguintes, em 2022 e 2023, consegue a décima colocação. 
Para o carnaval de 2024, a escola inicialmente anunciou um enredo sobre ritmos e festas do Maranhão, mas cerca de um mês depois do anúncio acabou mudando seu tema para uma homenagem à cidade cearense de Maracanaú. No julgamento oficial do carnaval, a Vigário obteve nota máxima em apenas três quesitos (Enredo, Bateria e Harmonia) e se classificou em nono lugar, melhor resultado da agremiação desde sua subida à Série Ouro. Após o desfile, a escola anunciou o desligamento dos carnavalescos Alexandre Costa, Lino Salles e Marcus do Val após 8 anos.
Para o carnaval de 2025, a Vigário contratou os carnavalescos Alex Carvalho e Caio Cidrini. O enredo escolhido foi "Ecos de um Vagalume", sobre o jornalista Francisco Guimarães, conhecido como Vagalume, morto em 1946, conhecido por suas crônicas que abordavam aspectos sociais e o carnaval das ruas do Rio antigo nos séculos 19 e 20.

## Carnavais
| Acadêmicos de Vigário Geral | Acadêmicos de Vigário Geral                                                     | Acadêmicos de Vigário Geral                     | Acadêmicos de Vigário Geral | Acadêmicos de Vigário Geral                           | Acadêmicos de Vigário Geral |
| Ano                         | Colocação                                                                       | Divisão                                         | Enredo | Carnavalesco                                          | Ref.                        |
| --------------------------- | ------------------------------------------------------------------------------- | ----------------------------------------------- | --- | ----------------------------------------------------- | --------------------------- |
| 1992                        | Campeã (Promovida)                                                              | Desfile de Avaliação                            | "Cem Anos nas Ondas de Copacabana" (Compositores do samba: Manoelzinho Poeta, Jorge Moreira e Edu) | Cid Franco                                            | [ 7 ]                       |
| 1993                        | Vice-campeã (Promovida)                                                         | Grupo 3 (quarta divisão)                        | "Respeitável Público, o Circo Chegou" (Compositores do samba: Vadinho e Lúcio PDF) | Cid Franco                                            | [ 7 ]                       |
| 1994                        | 12.º Lugar                                                                      | Grupo 2 (terceira divisão)                      | "Ah! Que Saudades que Eu Tenho" | Cid Franco                                            | [ 7 ] [ 8 ]                 |
| 1995                        | Vice-campeã                                                                     | Grupo B (terceira divisão)                      | "Ontem, Hoje e Sempre Mestre Marçal" | Cid Franco                                            | [ 7 ] [ 9 ]                 |
| 1996                        | 8.º Lugar                                                                       | Grupo B (terceira divisão)                      | "Fica o Dito pelo não Dito" | Cid Franco                                            | [ 7 ] [ 10 ]                |
| 1997                        | 6.º Lugar                                                                       | Grupo B (terceira divisão)                      | "Rio de Janeiro a Janeiro, Uma Sinfonia Apoteótica" | Alexandre Col e Cid Franco                            | [ 7 ]                       |
| 1998                        | 10.º Lugar                                                                      | Grupo B (terceira divisão)                      | "Conto Dourado de Um Povo Sonhador" (Compositores do samba: Budica, Jairo, Carneiro e Wellington) | Cahê Rodrigues                                        | [ 7 ]                       |
| 1999                        | 11.º Lugar (Rebaixada)                                                          | Grupo B (terceira divisão)                      | "Vigário, Um Sonho de Liberdade" | Cahê Rodrigues                                        | [ 7 ]                       |
| 2000                        | 12.º Lugar (Rebaixada)                                                          | Grupo C (quarta divisão)                        | "Nessa Terra Brasil" | Paulo Flores                                          | [ 11 ]                      |
| 2001                        | 10.º Lugar                                                                      | Grupo D (quinta divisão)                        | "África, Glória e Êxtase" (Compositores do samba: Toninho da Telma, Suel Paiva, Dom Mosquito e Fofão) | Paulo Flores                                          | [ 12 ]                      |
| 2002                        | 3.º Lugar                                                                       | Grupo D (quinta divisão)                        | "A Metamorfose da Vida" | Cid Franco                                            | [ 13 ]                      |
| 2003                        | 5.º Lugar                                                                       | Grupo D (quinta divisão)                        | "Ary Barroso, o Mister Samba" (Compositores do samba: Leonel, Budica, Beto Professor e Rubem Moreno) | Cid Franco                                            | [ 14 ]                      |
| 2004                        | 10.º Lugar                                                                      | Grupo D (quinta divisão)                        | "Arlênio Lívio, a Bandeira do Samba" | Cid Franco                                            | [ 15 ]                      |
| 2005                        | 3.º Lugar (Promovida)                                                           | Grupo D (quinta divisão)                        | "Respeitável Público, o Circo Chegou!" (Reedição do enredo de 1993) (Compositores do samba: Vadinho e Lúcio PDF) | Cid Franco, Simone Canuto, Afonso Dellani e Ana Lucia | [ 16 ]                      |
| 2006                        | 7.º Lugar                                                                       | Grupo C (quarta divisão)                        | "Cantos e Encantos, Um Acalanto para Uiara" (Compositores do samba: Vadinho de Vigário, Quinzinho, Lúcio PDF e Farinha da FM) | Cid Franco, Simone Canuto, Afonso Dellani e Ana Lucia | [ 17 ]                      |
| 2007                        | 11.º Lugar                                                                      | Grupo C (quarta divisão)                        | "Signos, Sonhos do Imaginário? Ou Conto do Vigário?" (Compositores do samba: Antonio Amaral, Alzair, Emanuel e Henrique) | Cid Franco, Simone Canuto, Afonso Dellani e Ana Lucia | [ 18 ]                      |
| 2008                        | 11.º Lugar                                                                      | Grupo C (quarta divisão)                        | "Itam – A Saga dos Guerreiros da Terra" (Compositores do samba: Lucinha, Jorge Moreira, Nei do Pagode, Marcelo e Dario Lima) | Afonso Delone e Wilson Nascimento                     | [ 19 ]                      |
| 2009                        | 14.º Lugar (Rebaixada)                                                          | Grupo RJ-2 (quarta divisão)                     | "Água Fonte de Vida: Um Grito de Alerta ao Patrimônio da Terra" (Compositores do samba: Lúcio PDF, Catoim, Dini Barbosa e Guelle) | Laerte Gulini                                         | [ 20 ]                      |
| 2010                        | 11.º Lugar                                                                      | Grupo RJ-3 (quinta divisão)                     | "Mistérios e Magias do Culto ao Sagrado" (Compositores do samba: Edmar G.S., Jorge Moreira, Nei do Pagode, Ricardinho e Soneca) | Laerte Gulini, Jordana Aristicth e Rodrigo Gevegir    | [ 21 ] [ 22 ]               |
| 2011                        | 5.º Lugar                                                                       | Grupo D (quinta divisão)                        | "Amor Um Sentimento Universal" (Compositores do samba: Luis Carlos, Joca, Felipe Pinto, Dom Mosquito, Leo Novo Horizonte, Luiz Carlos D’Avenida, Lucinha V.G, Fabinho, Alberto, Manoelzinho do Limão, Samuca e Ademir de São Miguel)                                                                                                | Afonso Delonni e Plínio dos Santos                    | [ 23 ] [ 24 ]               |
| 2012                        | 3.º Lugar (Promovida)                                                           | Grupo D (quinta divisão)                        | "Uma Vida de Lutas: Abdias Nascimento" (Compositores do samba: Carlinhos do Cavaco, Dener, Joãozinho e Pablo) | Afonso Delonni e Vinicius Vaitsmann                   | [ 25 ] [ 26 ]               |
| 2013                        | 8.º Lugar (Rebaixada)                                                           | Grupo C (quarta divisão)                        | "Vigário Te Convida a Ser Criança Novamente. Vem Brincar com a Gente na Intendente!" | Afonso Delonni e Vinicius Vaitsmann                   | [ 27 ]                      |
| 2014                        | 8.º Lugar                                                                       | Grupo D (quinta divisão)                        | "A Mais Doce Maravilha do Rio: O Pão de Açúcar" (Compositores do samba: Carlinhos do Cavaco, Denner, Thiago Pereira e Franco Cava) | Afonso Delonni, Tom Barros e Vinicius Vaitsman        | [ 28 ] [ 29 ]               |
| 2015                        | 7.º Lugar                                                                       | Série D (quinta divisão)                        | "Aos Olhos do Redentor a Delícia de Ser Carioca" (Compositores do samba: Rô Barcellos, Clebinho Show, Tuninho da Telma, Edmilson, Amaral, Betinha de Vigário e João Bororó) | Afonso Delonni e Lucinha de Vigário                   | [ 30 ]                      |
| 2016                        | Vice-campeã (Promovida)                                                         | Série D (quinta divisão)                        | "Maracanã-Guaçu e o Ninho dos Deuses" (Compositores do samba: Rosangela Helena do Carmo, Suel Paiva de Carvalho, João César Lima dos Santos, Elizabeth da Cunha Soares, Neyzinho do Cavaco, Tadeuzinho e Girão) | Alexandre Costa, Lino Salles e Marcus do Val          | [ 31 ]                      |
| 2017                        | 3.º Lugar (Promovida)                                                           | Série C (quarta divisão)                        | "Contos do Vigário – Nasce Um Trouxa a Cada Minuto" (Compositores do samba: Serginho Aguiar, Samir Trindade, Neyzinho do Cavaco, Carlinho Ousadia, Girão, Gigi da Estiva, Nino Smith, Tadeuzinho e Luiz Carlos D’Avenida) | Alexandre Costa, Lino Salles e Marcus do Val          |                             |
| 2018                        | 9.º Lugar                                                                       | Série B (terceira divisão)                      | "Dos Tambores Africanos ao Bandoneón – Tango, Um Sentimento que se Dança" (Compositores do samba: Carlinhos do Cavaco, Professor Aluísio, Antônio Amaral, Coelho, Paulo Martins e Beto Melodia) | Alexandre Costa, Lino Salles e Marcus do Val          | [ 32 ]                      |
| 2019                        | Campeã (Promovida)                                                              | Série B (terceira divisão)                      | "Mwene Kongo – O Reino Europeu na África que se tornou Folclore no Brasil" (Compositores do samba: Carlinhos do Cavaco, Paulo Martins, Professor Aluisio, Antônio Amaral, Tadeuzinho, Luiz Carlos D’Avenida, Gigi da Estiva, Carlinhos Ousadia, Ivan Bueno e Betinha)                                                               | Alexandre Costa, Lino Salles e Marcus do Val          | [ 33 ]                      |
| 2020                        | 11.º Lugar                                                                      | Série A (segunda divisão)                       | "O Conto do Vigário" (Compositores do samba: Domenil, Renan Diniz, Orlando Ambrosio, Richard Valença, Jefferson Oliveira, Professor Laranjo, Serginho Rocco, Denis Moraes, Rodrigo Sampaio, Gigi da Estiva e Carlinhos Ousadia) | Alexandre Costa, Lino Salles, Marcus do Val           | [ 34 ] [ 35 ]               |
| 2021                        | Não houve desfile devido a pandemia de Covid-19                                 | Não houve desfile devido a pandemia de Covid-19 | Não houve desfile devido a pandemia de Covid-19 | Não houve desfile devido a pandemia de Covid-19       | [ 36 ]                      |
| 2022                        | 10.º Lugar                                                                      | Série Ouro (segunda divisão)                    | "Pequena África: da Escravidão ao Pertencimento - Camadas de Memórias entre o Mar e o Morro" (Compositores do samba: Júnior Fionda, Fagundinho, Luis Carlos D’avenida, Marcelinho Santos, Domenil Santos, Robert Farrow, Luiz Pião, Gigi da Estiva, Fadico, Romeu, Felipe Revelação, Silvana, Rodrigo Shumacher e Carlinho Ousadia) | Alexandre Costa, Lino Salles, Marcus do Val           | [ 37 ]                      |
| 2023                        | 10.º Lugar                                                                      | Série Ouro (segunda divisão)                    | "A Fantástica Fábrica da Alegria" (Compositores do samba: Junior Fionda, Tem-Tem Sampaio, Marcelinho Santos, Marcelo Adnet, Romeu Almeida, Fábio Turko, Orlando Ambrósio, Kelly Grande Rio, Silvana Aleixo e David Rei das Cestas)                                                                                                  | Marcus do Val, Alexandre Costa e Lino Sales           | [ 38 ]                      |
| 2024                        | 9.º Lugar                                                                       | Série Ouro (segunda divisão)                    | "Maracanaú: Bem-Vindos ao Maior São João do Planeta" (Compositores do samba: Tem-Tem Jr, Silvana Aleixo, Junior Fionda, Romeu Almeida, Jeferson Oliveira, Valtinho Botafogo, Marcus Lopes, Marcelino Santos, Rafael Ribeiro, Sérgio Júnior e Eduardo Casa)                                                                          | Marcus do Val, Alexandre Costa e Lino Sales           | [ 39 ]                      |
| 2025                        | 6.º Lugar                                                                       | Série Ouro (segunda divisão)                    | "Ecos de Um Vagalume" (Compositores do samba: Marcelinho Santos, Tem-tem Jr, João Vidal, Romeu d'Malandro, Julio Cesar, Telmo Augusto, Mauricio Amorim, Marcos Barbeiro, Edu Casa Leme, Ricardo Simpatia e Totonho) | Alex Carvalho e Caio Cidrini                          | [ 40 ]                      |
| 2026                        | "Brasil Incógnito - O Que Os Seus Olhos Não Veem, A Minha Imaginação Reinventa" | Série Ouro (segunda divisão)                    | Brasil Incógnito - O Que Os Seus Olhos Não Veem, A Minha Imaginação Reinventa | Alex Carvalho e Caio Cidrini                          |                             |

## Títulos
| Títulos da Vigário Geral | Títulos da Vigário Geral | Títulos da Vigário Geral |
| ------------------------ | ------------------------ | ------------------------ |
| Divisão                  | Títulos                  | Carnavais                |
| Terceira divisão         | 1                        | 2019                     |
| Quinta divisão           | 1                        | 1992                     |

## Premiações
Prêmios recebidos pelo GRES Acadêmicos de Vigário Geral.
| Ano  | Prêmio              | Categoria / premiados                                                                     | Divisão | Ref.   |
| ---- | ------------------- | ----------------------------------------------------------------------------------------- | ------- | ------ |
| 2005 | Troféu Jorge Lafond | Samba-enredo ("Respeitável público, o circo chegou!" – Compositores: Lúcio PDF e Vadinho) | Série D | [ 41 ] |
| 2005 | Troféu Jorge Lafond | Bateria                                                                                   | Série D | [ 41 ] |
| 2006 | Troféu Jorge Lafond | Ala de passistas                                                                          | Série C | [ 42 ] |
| 2007 | Troféu Jorge Lafond | Ala mirim                                                                                 | Série C | [ 43 ] |
| 2007 | Troféu Jorge Lafond | Harmonia                                                                                  | Série C | [ 43 ] |
| 2012 | Plumas & Paetês     | Historiador / pesquisador (Afonso Delone e Vinicius Vaitsman)                             | Série D | [ 44 ] |

## Segmentos

### Presidentes
| Presidentes                  | Período         | Ref.          |
| ---------------------------- | --------------- | ------------- |
| David Furtado                | 1992-1998       | [ 45 ]        |
| Germano Barbosa              | 1999            | [ 45 ]        |
| Sebastião da Silva           | 2006-2008       | [ 45 ]        |
| Elizabeth da Cunha "Betinha" | 2009-presidente | [ 45 ] [ 34 ] |

### Intérpretes
| Intérpretes              | Carnavais     | Ref.   |
| ------------------------ | ------------- | ------ |
| Serginho Leonel          | 1992-2004     | [ 7 ]  |
| Serginho Leonel e Catoim | 2005-2006     |        |
| Serginho Leonel          | 2007          |        |
| Dario Lima               | 2008          |        |
| Catoim                   | 2009          |        |
| Dario Lima               | 2010          |        |
| Ademir de São Miguel     | 2011-2012     |        |
| Digu's Silva             | 2013-2017     | [ 28 ] |
| Marcelo Riva             | 2018-2019     |        |
| Tem-Tem Jr               | 2020-2023     | [ 34 ] |
| Danilo Cezar             | 2024-presente |        |

### Comissão de Frente
| Coreógrafos(as)              | Carnavais     | Ref.   |
| ---------------------------- | ------------- | ------ |
| Nanderci                     | 2008          |        |
| Laerte Gulini                | 2009          |        |
| Tina Bombom                  | 2011          |        |
| Marcio Moura                 | 2012          |        |
| Laiza Bastos e Rodrigo Nunes | 2013          |        |
| Tom Barros                   | 2014-2015     | [ 28 ] |
| Natália Meneses              | 2016          |        |
| Ilana Xavier                 | 2017          |        |
| George Louzada               | 2018          |        |
| Pablo Guerreiro              | 2019          |        |
| Handerson Big                | 2020-presente | [ 34 ] |

### Mestre-sala e Porta-bandeira

#### Primeiro casal
| Primeiro casal                   | Carnavais | Ref.          |
| -------------------------------- | --------- | ------------- |
| Yuri Pires e Mirian Jalles       | 2013      | [ 46 ]        |
| Luan e Julianne                  | 2014-2015 | [ 47 ]        |
| Ruan Furtado e Luiza Mendes      | 2016      |               |
| Victor Hugo e Karina Lírio       | 2017      |               |
| Diego Jenkins e Cris Soares      | 2018-2019 |               |
| Jefferson Gomes e Paula Penteado | 2020      | [ 34 ] [ 48 ] |
| Diego Jenkins e Thainá Teixeira  | 2022-2025 | [ 49 ]        |

### Bateria

#### Mestres
| Mestres de Bateria | Carnavais     | Ref.          |
| ------------------ | ------------- | ------------- |
| Dudu               | 2009 a 2018   | [ 46 ] [ 30 ] |
| Fernandinho        | 2019          |               |
| Luygui             | 2020-presente | [ 34 ]        |

#### Rainhas
| Rainhas de Bateria | Carnavais     | Ref.   |
| ------------------ | ------------- | ------ |
| Laíza Bastos       | 2011-2012     |        |
| Bárbara Sheldon    | 2013          |        |
| Regina Explosão    | 2014          |        |
| Laíza Bastos       | 2015          |        |
| Andreza Clemente   | 2016-2017     |        |
| Luana Santos       | 2018-2019     |        |
| Egili Oliveira     | 2020-2024     | [ 34 ] |
| Carol Padilha      | 2025-presente |        |

### Direção de Carnaval
| Diretores de Carnaval                                        | Carnavais  | Ref.   |
| ------------------------------------------------------------ | ---------- | ------ |
| João Carlos Basílio                                          | 2012-2013  | [ 46 ] |
| Daniel Durval                                                | 2014       |        |
| Nei Costa                                                    | 2015-2016  | [ 30 ] |
| Gabriel Macedo                                               | 2017       |        |
| Marco Sacramento                                             | 2018       |        |
| Fernando Vasconcelos                                         | 2019       |        |
| Toninho do Trailer, Thiago Gomes, Ney Lopes e Rafael Marques | 2020- 2022 | [ 34 ] |
| Jeferson Carlos                                              | 2023       |        |

### Direção de Harmonia
| Diretores de Harmonia      | Carnavais  | Ref.   |
| -------------------------- | ---------- | ------ |
| Adriano Jesus e Alexandre  | 2012-2013  | [ 46 ] |
| Fernando Vasconcelos       | 2014       |        |
| Gabriel Macedo             | 2015-2017  | [ 30 ] |
| Rudnei Santos              | 2018       |        |
| Fernando Vasconcelos       | 2019       |        |
| Daniel Katar               | 2020- 2022 | [ 34 ] |
| Ismar Silva e Luís Cláudio | 2023       |        |